# Avaranqışlaq
Avaranqışlaq è un comune dell'Azerbaigian situato nel distretto di Qusar. Conta una popolazione di 450 abitanti.